# Moondarra Reservoir
Das Moondarra Reservoir ist ein Stausee im Verlauf des Tyers River im mittleren Gippsland im australischen Bundesstaat Victoria.

## Lage
Das Moondarra Reservoir liegt am Tyers River zwischen dem Moondarra State Park im Nordwesten und dem Tyers Park im Südosten. Der Stausee hat die Form eines nach Norden offenen V. Am westlichen Ast des V fließt der Tyers River hinein, am östlichen Ast der Jacobs Creek. An seinem Südende befindet sich die Staumauer, unter der überschüssiges Wasser in den Tyers River läuft.

## Zweck
Der Stausee dient der Bereitstellung von Trinkwasser für die Städte im nahegelegenen Latrobe Valley.